# 아프리카 야구·소프트볼 협회
아프리카 야구·소프트볼 협회(African Baseball & Softball Association, ABSA)는 아프리카의 야구, 소프트볼 연맹으로 WBSC로 이관되기 전에는 24개국이 가맹 되어 있었다. 1990년 6월 8일 나이지리아 라고스에서 앙골라, 보츠와나, 가나, 레소토, 나미비아, 나이지리아, 시에라리온, 잠비아, 짐바브웨 등 초대 9개 회원국으로 결성되었다. 남아프리카 공화국은 아파르트헤이트 인종차별정책으로 인한 국제스포츠계 출전금지 징계를 받고 있던 상황으로 1992년에야 합류했다. 가맹국들은 올아프리카 게임 등 아프리카 대회에 출전한다. 
현재는 WBSC 아프리카(영어: World Baseball Softball Confederation Africa)로 이관되어 있는 상태이다.

## 가맹국 목록

### 야구
| - 베냉 - 보츠와나 - 부르키나파소 - 코트디부아르 - 카메룬 - 콩고 민주 공화국 |  | - 카보베르데 - 이집트 - 가나 - 케냐 - 레소토 - 나이지리아 |  | - 남아프리카 공화국 - 시에라리온 - 탄자니아 - 토고 - 튀니지 - 우간다 |  | - 잠비아 - 짐바브웨 |

### 소프트볼
| - 베냉 - 보츠와나 - 부르키나파소 - 카메룬 - 콩고 민주 공화국 - 카보베르데 |  | - 이집트 - 감비아 - 가나 - 케냐 - 레소토 - 나미비아 |  | - 나이지리아 - 남아프리카 공화국 - 세네갈 - 시에라리온 - 탄자니아 - 튀니지 |  | - 우간다 - 잠비아 - 짐바브웨 |

## 같이 보기
- 세계 야구 소프트볼 연맹